# Kitty Foyle, ragazza innamorata
Kitty Foyle, ragazza innamorata (Kitty Foyle) è un film commedia statunitense del 1940, diretto da Sam Wood e interpretato Ginger Rogers e Dennis Morgan.
La pellicola fu un adattamento cinematografico di Dalton Trumbo e Donald Ogden Stewart da un romanzo di Christopher Morley.
La pellicola fu candidata al Premio Oscar per il miglior film e per la migliore sceneggiatura non originale, nel 1941 mentre Ginger Rogers vinse l'Oscar come migliore attrice, dopo essere stata scritturata per la parte al posto di Katharine Hepburn che rifiutò il ruolo e venne nominata nello stesso anno per la pellicola Scandalo a Filadelfia.

## Trama
Kitty Foyle, una ragazza di origini modeste con il sogno di sposare un ricco pretendente, viene corteggiata da Wyn Strafford, che sta per lasciare moglie e figlio. Il film a questo punto riporta alla sua giovinezza a Filadelfia.
Da adolescente, Kitty incontra l'incarnazione dei suoi sogni in un suo conoscente: Wynnewood Strafford VI, detto, Wyn, rampollo di una ricca famiglia della Main Line. Egli le offre un lavoro di segreteria presso la sua neonata rivista. I due si innamorano, ma quando la testata chiude, lui non ha la volontà di sfidare le aspettative della sua famiglia proponendosi a una donna che socialmente è molto al di sotto di lui.
Con la morte di suo padre, Kitty va a lavorare a New York per Delphine. Un giorno, preme per errore il pulsante dell'allarme antifurto nel negozio. Finge di svenire per coprire il suo errore ed è assistita dal dottor Mark Eisen. Questi, consapevole che lei sta solo fingendo di perdere i sensi, la ricatta scherzosamente per farle avere un primo appuntamento.
Wyn alla fine crolla, trova Kitty a New York e le propone di sposarla, regalandole un anello, cimelio di famiglia. Lei accetta, ponendo la condizione che non vivano a Filadelfia. I due si sposano in segreto. Quando lui la presenta alla sua famiglia, riceve un'accoglienza fredda. La ragazza viene a sapere anche che Wyn sarebbe diseredato se non rimanesse a Filadelfia e non lavorasse nell'attività bancaria di famiglia. Sebbene Wyn sia disposto a rinunciare alla sua eredità, lei decide che non è abbastanza forte per affrontare la povertà. Così i due divorziano.
Kitty torna a New York, dove ritrova Mark, ma scopre presto di essere incinta del figlio di Wyn. Questi organizza un incontro con lei, alimentando le sue speranze di riconciliazione, che vengono deluse quando lei vede un annuncio su un giornale del fidanzamento di Wyn con una donna della sua stessa posizione sociale. Se ne va senza vederlo e riceve un ulteriore colpo quando il loro bambino muore alla nascita.
Cinque anni dopo, Kitty ha aperto con riluttanza un negozio a Filadelfia per la sua amica Delphine. Per caso serve la moglie di Wyn e incontra il loro figlio. Kitty coglie l'occasione per affidare al ragazzo la restituzione segreta dell'anello, spingendo Wyn a farle visita e corteggiarla un'ultima volta. 
Il film ritorna al dilemma affrontato da Kitty all'inizio. Dopo tanti tentennamenti, la donna decide di sposare Mark.

## Produzione
Il film fu prodotto dalla RKO Radio Pictures.

## Distribuzione
Distribuito dalla RKO come An RKO Radio Picture, il film venne presentato negli Stati Uniti il 27 dicembre 1940 con una proiezione a New York che si tenne poi l'8 gennaio 1941.
Dopo l'uscita del film, uscì negli Stati Uniti una vera e propria moda nell'abbigliamento femminile denominato stile Kitty Foyle in onore dell'abbigliamento del personaggio interpretato dalla Rogers. Esso consisteva nel contrasto tra un abito nero e gli accessori, spesso sciarpe e cappellini, solitamente bianchi.
Quando la Rogers, legata ai suoi ruoli brillanti con Fred Astaire rivelò le sue qualità drammatiche in questa pellicola, fu una vera sorpresa per la critica cinematografica e per il suo pubblico, e dopo la vittoria del Premio Oscar ricevette un telegramma dal suo partner cinematografico di sempre, Fred Astaire con una sola parola: Ouch!.

## Riconoscimenti
- Premi Oscar 1941
  - Oscar alla migliore attrice (Ginger Rogers)
  - Candidatura Oscar al miglior film
  - Candidatura Oscar al miglior regista
  - Candidatura Oscar alla migliore sceneggiatura non originale